# Splendor (film 1999)
Splendor – amerykańsko-brytyjski film komediowy z 1999 roku w reżyserii Gregga Arakiego. Zdjęcia kręcono w Los Angeles.

## Opis fabuły
Film porusza typowy dla reżysera, Grega Arakiego, temat dojrzewania – tym razem przedstawicieli pokolenia X.
Veronica, narratorka filmu, romansuje z dwoma mężczyznami naraz. Miłosny trójkąt sprawdza się, a jego członkowie są szczęśliwi, aż do momentu, w którym w życiu dziewczyny pojawia się trzeci mężczyzna – wzięty reżyser Ernest. Dochodząc do wniosku, że ani Zed – nieodpowiedzialny perkusista grupy punkowej, ani Abel – wrażliwy poeta, nie jest zadowalającym kandydatem na ojca nienarodzonego jeszcze dziecka bohaterki i w rezultacie głowę rodziny, wiąże się ona z nowo poznanym Ernestem.

## Obsada
- Kathleen Robertson – Veronica
- Matt Keeslar – Zed
- Johnathon Schaech – Abel
- Kelly Macdonald – Mike
- Eric Mabius – Ernest
- Dan Gatto – Mutt
- Linda Kim – Alison
- Nathan Bexton – kelner
- Adam Carolla – głupi szef Mike
- Jenica Bergere – modelka
- Wesley B – on sam
- Mink Stole – reżyser castingu